# Municipio de Punta del Este

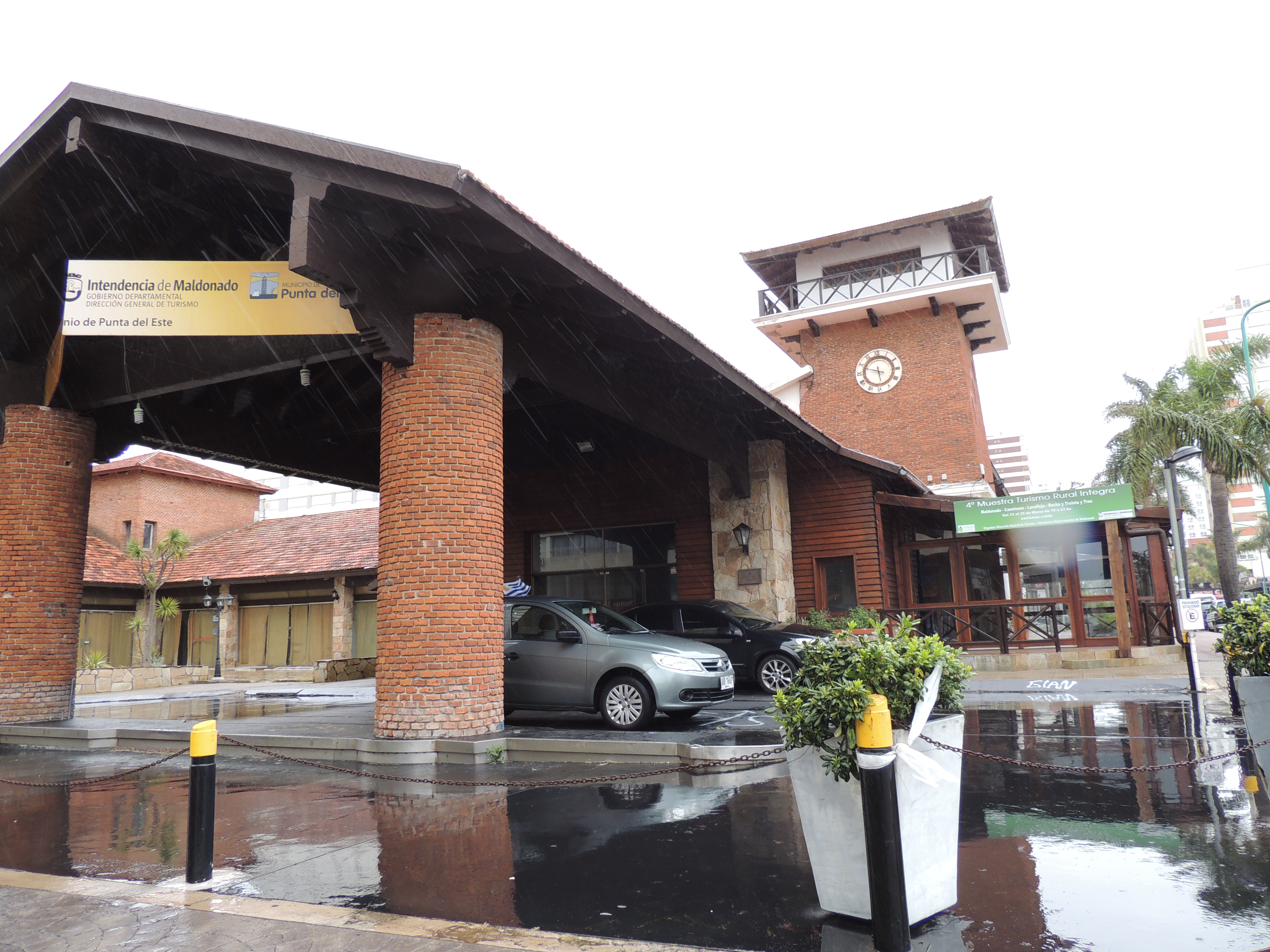
Antigua estación de servicio Ancap sobre la Avenida Gorlero, desde diciembre de 2022 es la Alcaldía del Municipio de Punta del Este.

El municipio de Punta del Este es uno de los ocho municipios del departamento de Maldonado, en Uruguay. Fue creado por la Ley N.º 18.653 del 15 de marzo de 2010.

## Territorio
El municipio se encuentra localizado en la zona sur del departamento homónimo. Cuenta con un área de 48 km² (2,08% del área departamental) y una población aproximada de 15.000 habitantes (7,87% de la población departamental).

### Zonas incluidas en el municipio
- Punta del Este
- San Rafael-El Placer
- Isla Gorriti[3]

## Límites
Según el Decreto N.º 3862 del 11 de febrero de 2010 de la Junta Departamental de Maldonado, se estableció la siguiente jurisdicción territorial:

Artículo 4º.-  Créase el Municipio de  PUNTA DEL ESTE el que tendrá la siguiente jurisdicción territorial: -

Este: desde la Parada 16 de Rambla Claudio Williman, Avda. Repca. Argentina, Avda. Martiniano Chiossi, calle Mar Negro, calle Simón Bolívar, calle Salvador Allende, calle Tailandia, calle de la Virgen, Boulevard Artigas, Avda. Cachimba del Rey y Avda. Aparicio Saravia hasta la desembocadura del Arroyo Maldonado, incluyendo las manzanas Nº 456, 1802 y 1589 de Punta del Este.

La Isla de Gorriti está comprendida dentro de la jurisdicción que se le asigna a la Junta Local de Punta del Este.

## Distritos electorales
Según el Decreto N.º 3909 del 2 de diciembre de 2014 (decreto ampliatorio del 3862) de la Junta Departamental de Maldonado, se dispusieron las siguientes series electorales:
- DAB: Punta del Este
- DAK: Cantegril

## Autoridades
La autoridad del municipio es el Concejo Municipal, compuesto por el Alcalde y cuatro Concejales.
| Nº | Alcalde            | Partido             | Inicio del mandato      | Fin del mandato         | Observaciones   | Concejales                                                                                             |
| -- | ------------------ | ------------------- | ----------------------- | ----------------------- | --------------- | --- |
| 1  | Martín Laventure   | Partido Nacional PN | 9 de julio de 2010      | julio de 2015           | Alcalde elegido | Julio Pérez (PN) Luis Alberto Borsari Brenna (PN) Horacio Díaz (FA) Alfredo Etchegaray Carvallido (FA) |
| 2  | Mario Andrés Jafif | Partido Nacional PN | julio de 2015           | 26 de noviembre de 2020 | Alcalde elegido | Miguel Ángel Lemos (PN) Luis Alberto Borsari Brenna (PN) Julio Pérez (PN) Ana Inés Sánches (FA)        |
| 3  | Javier Carballal   | Partido Nacional PN | 27 de noviembre de 2020 | 2025                    | Alcalde elegido | María del Huerto Casañas (PN) Fabián Schamis (PN) Rodrigo Arango (PN) Luis Borsari (PN)                |